# Zoo w Antwerpii
Zoo w Antwerpii (niderl. ZOO Antwerpen) – ogród zoologiczny położony w Antwerpii, w pobliżu dworca Antwerpen-Centraal. Jest najstarszym ogrodem zoologicznym w Belgii i jednym z najstarszych w Europie. Rocznie odwiedza go około 1,3 miliona osób.  

## Historia

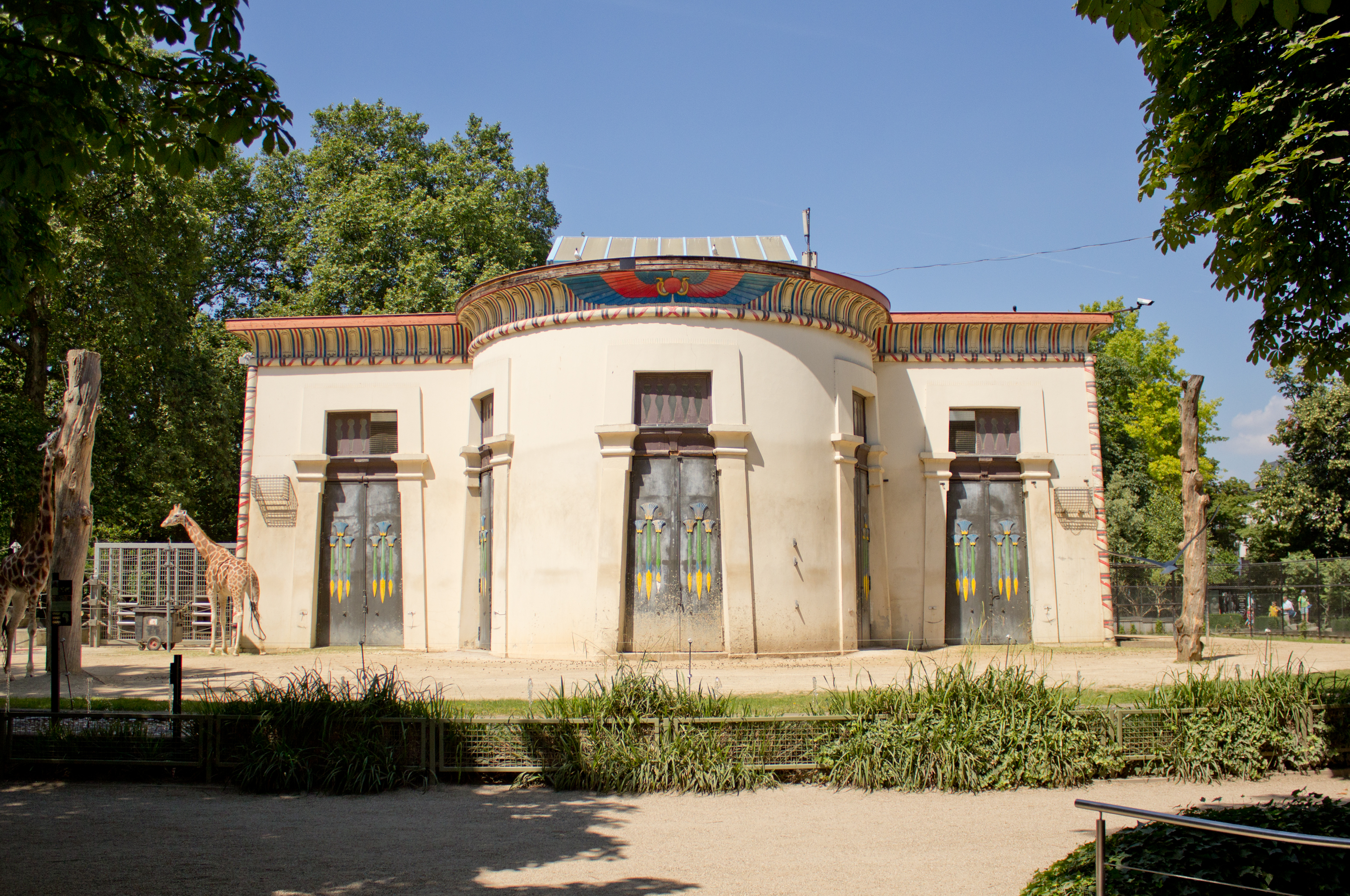
Świątynia Egipska

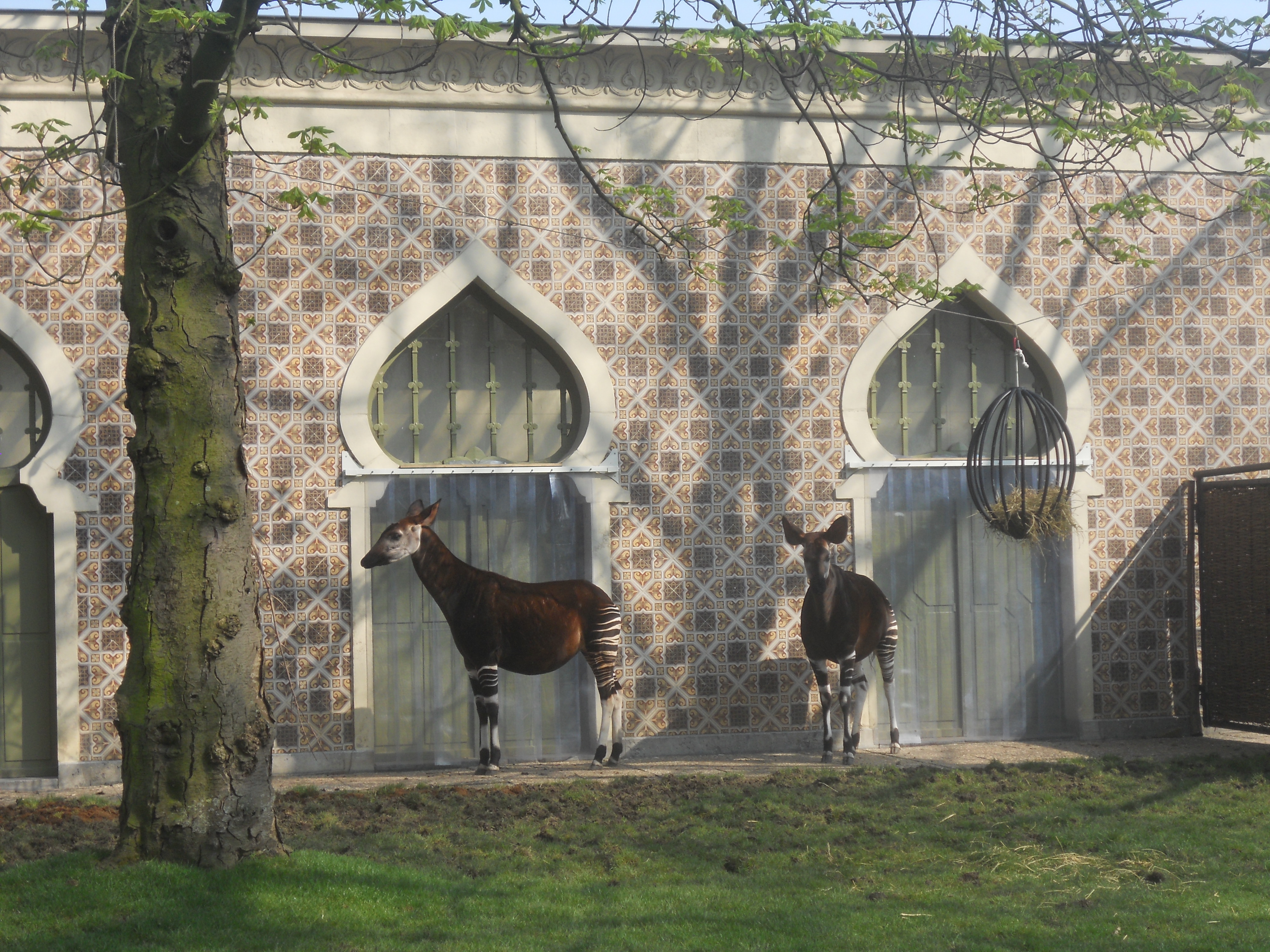
Świątynia Mauretańska i stojące przed nią dwa okazy okapi

Zoo w Antwerpii założone zostało 21 lipca 1843 roku. Inicjatorem powstania i nadzorcą obiektu jest Królewskie Towarzystwo Zoologiczne w Antwerpii (niderl. Koninklijke Maatschappij voor Dierkunde Antwerpen). Zoo zostało stworzone głównie w celu popularyzacji nauk zoologicznych i botanicznych. Jego pierwszym dyrektorem był Jacques Kets (w latach 1843–1865). 
W 1844 roku na obszarze zoo oddano do użytku pierwszy budynek – obiekt mieszczący należącą do Jacquesa Ketsa kolekcję historii naturalnej. W późniejszych czasach w antwerpskim ogrodzie zoologicznym zbudowano wiele innych budynków, np. Świątynię Egipską (1860), Świątynię Indyjską (1867), w której zakwaterowano antylopy i Świątynię Mauretańską (1885), która stała się domem okapi. W 1890 roku otwarte zostały budynki lam, gwanako i alpak, zaś cztery lata później otwarto Pałac Ptaków. W 1897 roku teren zoo wzbogacił się o światowej klasy salę koncertową.
W latach 1843–1854 powierzchnia zoo w Antwerpii rozrosła się do 7,3 ha, z kolei w latach 1860–1884 o kolejne 1,7 ha. Podczas gdy w 1850 roku liczba gości, którzy odwiedzili zoo, wyniosła 50 000, tak w latach na krótko przed wybuchem I wojny światowej wynosiła około 500 000.
W 1920 roku na specjalnie wybudowanym stadionie wewnątrz położonej na terenie ogrodu zoologicznego dużej hali przeprowadzono zawody w boksie i w zapasach w ramach organizowanych wówczas w Antwerpii Letnich Igrzysk Olimpijskich.
Podczas II wojny światowej teren antwerpskiego zoo znacznie ucierpiał wskutek działań wojennych, a wiele zwierząt zginęło. Jednak w kolejnych latach zoo zostało odbudowane i rozbudowane, regularnie też dodawano do niego nowe okazy i udogodnienia. Stworzono wówczas:
- Budynek naczelnych (1958)
- Nocturamę dla nocnych zwierząt (1968)
- Budynek gadów (1973, remontowany w 2006)
- Świat lodu (1997)
- Hippotopię (2003)
- Hati Mahal (dla słoni)
- Akwarium

14 stycznia 1984 roku antwerpskie zoo zostało uznane za zabytek historyczny, zaś w  2007 roku otrzymało nagrodę dla najlepszego zoo XIX wieku.

## Zwierzęta
W zoo w Antwerpii żyje ponad 5000 zwierząt z ponad 950 gatunków pochodzących z całego świata, co czyni jego zasoby jednymi z najbardziej zróżnicowanych w Europie. Każdego roku, wszystkie te zwierzęta spożywają w sumie 41 ton ryb, 52 tony mięsa, 37 ton jabłek, 36 ton marchewek, 128 ton siana, 4000 litrów mleka, 23 000 jajek, 10 000 bochenków chleba.
Przykładowe zwierzęta:
- pingwiny: pingwin królewski, pingwin skalny i pingwin złotoczuby
- lwy morskie z ich przedstawieniem
- krokodyle
- zebry
- lwy[8][10]
- tygrysy[10]
- goryle[8]
- słonie[8][10]
- żyrafy[8][10]
- bawoły
- niedźwiedzie[10]

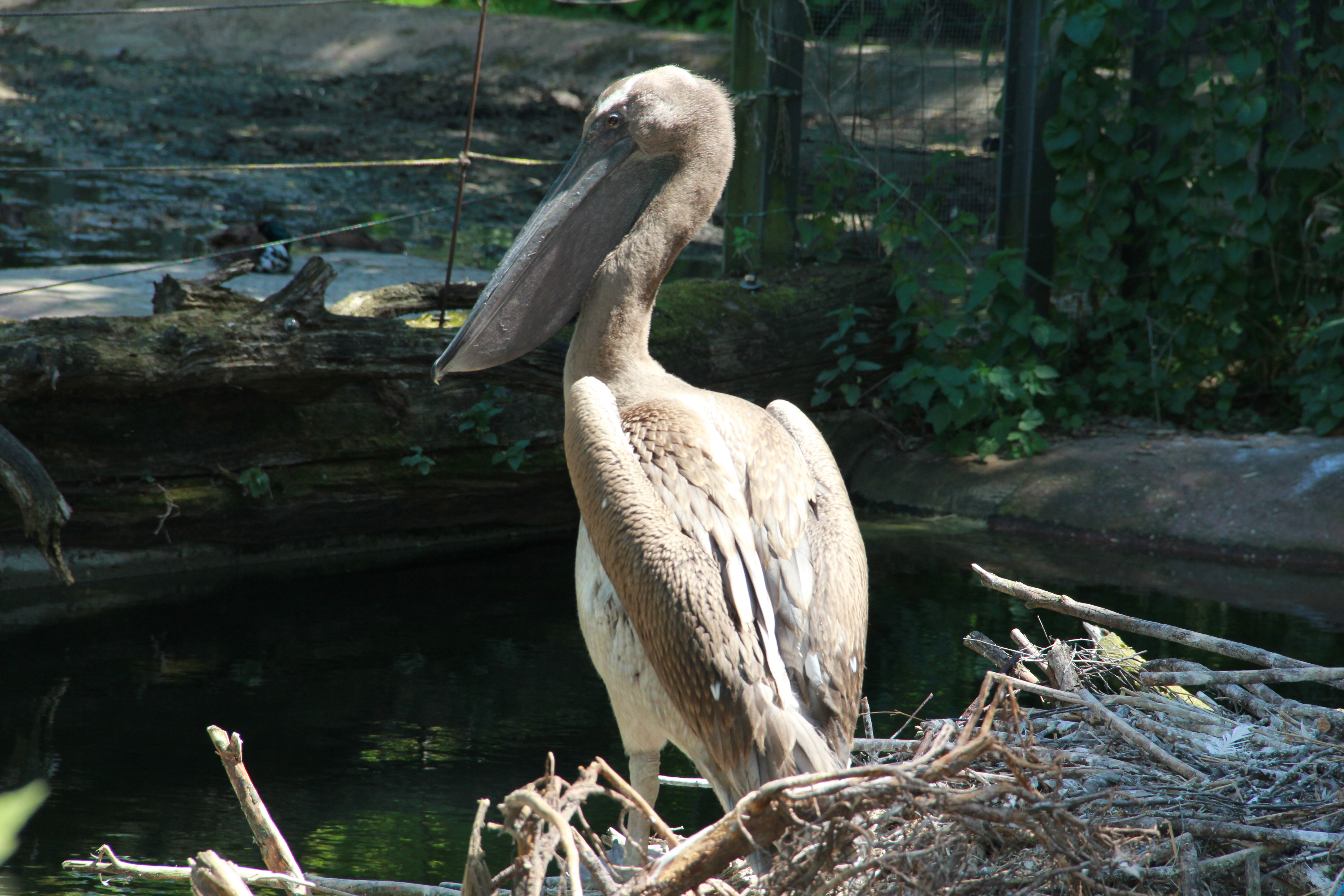
Pelikan w zoo w Antwerpii
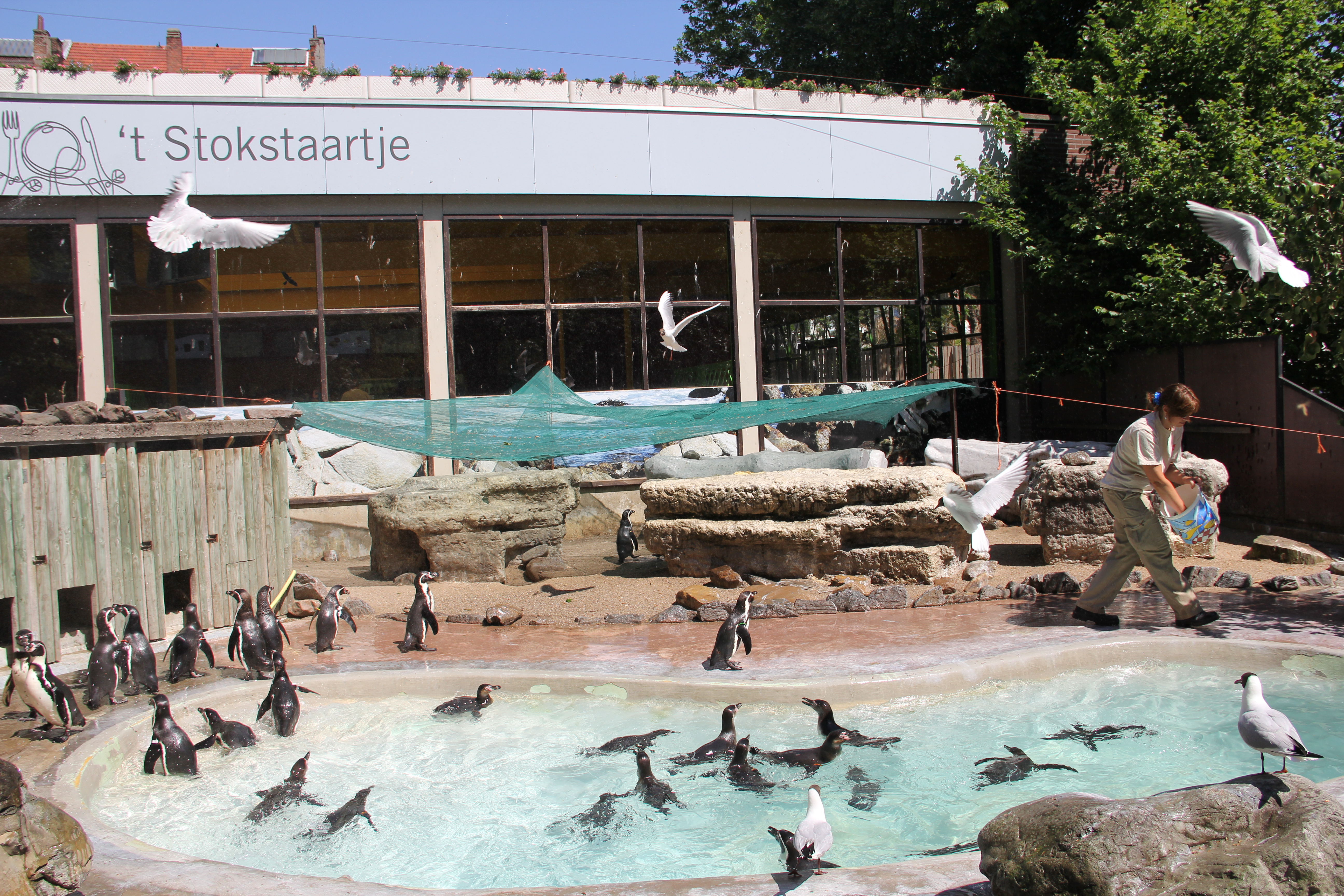
Pingwiny w zoo w Antwerpii podczas karmienia
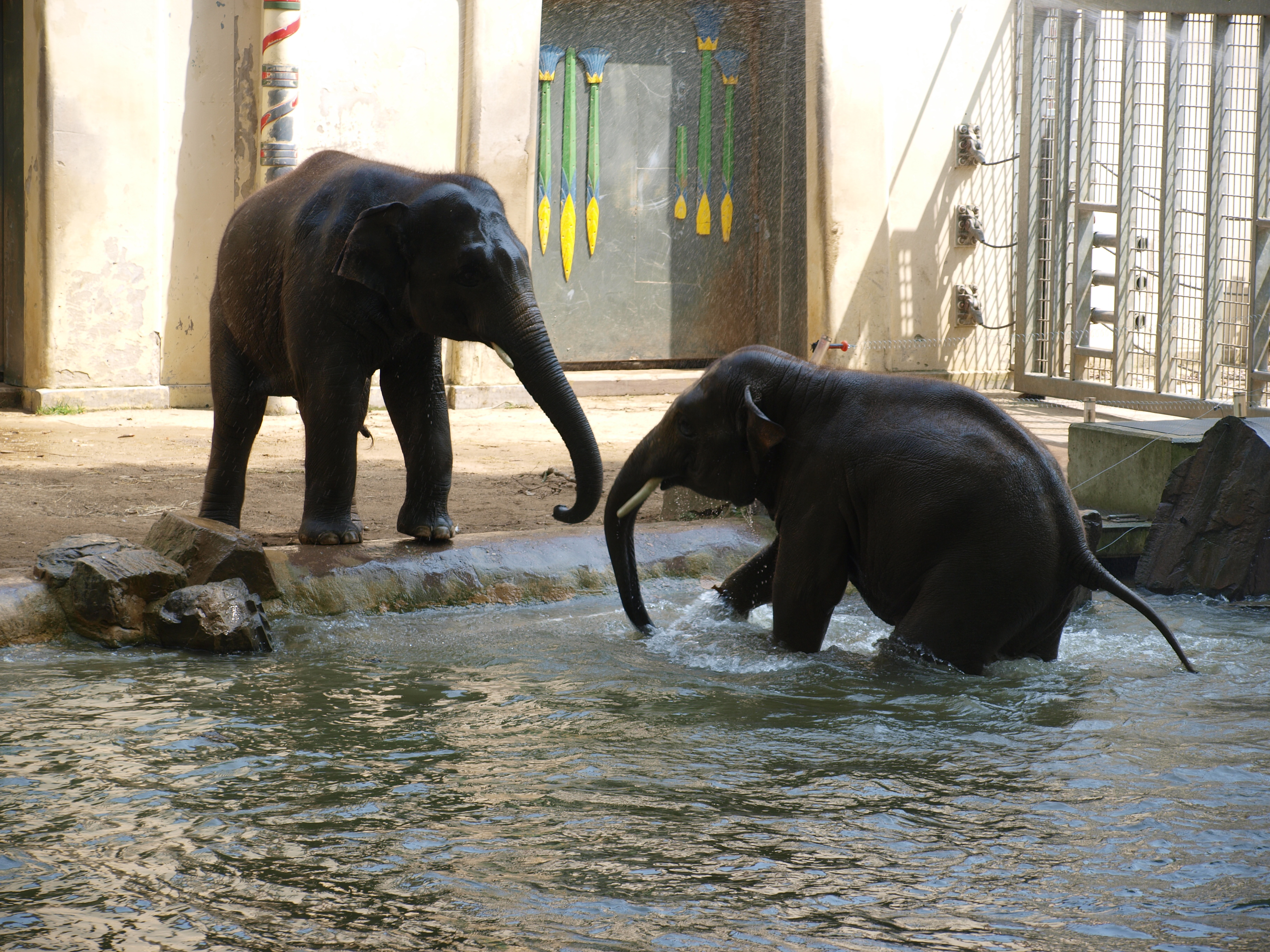
Słonie w zoo w Antwerpii
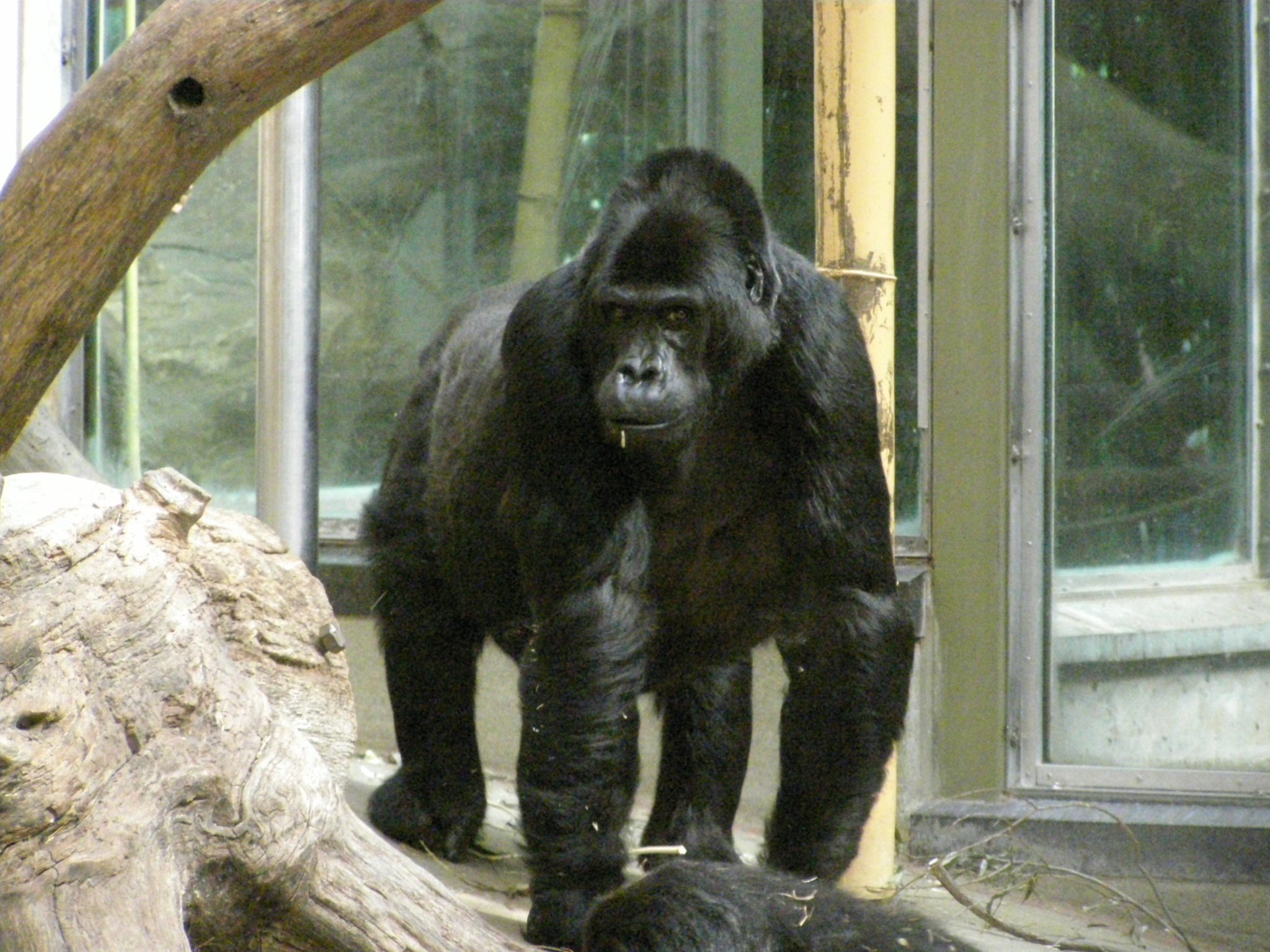
Goryl w zoo w Antwerpii
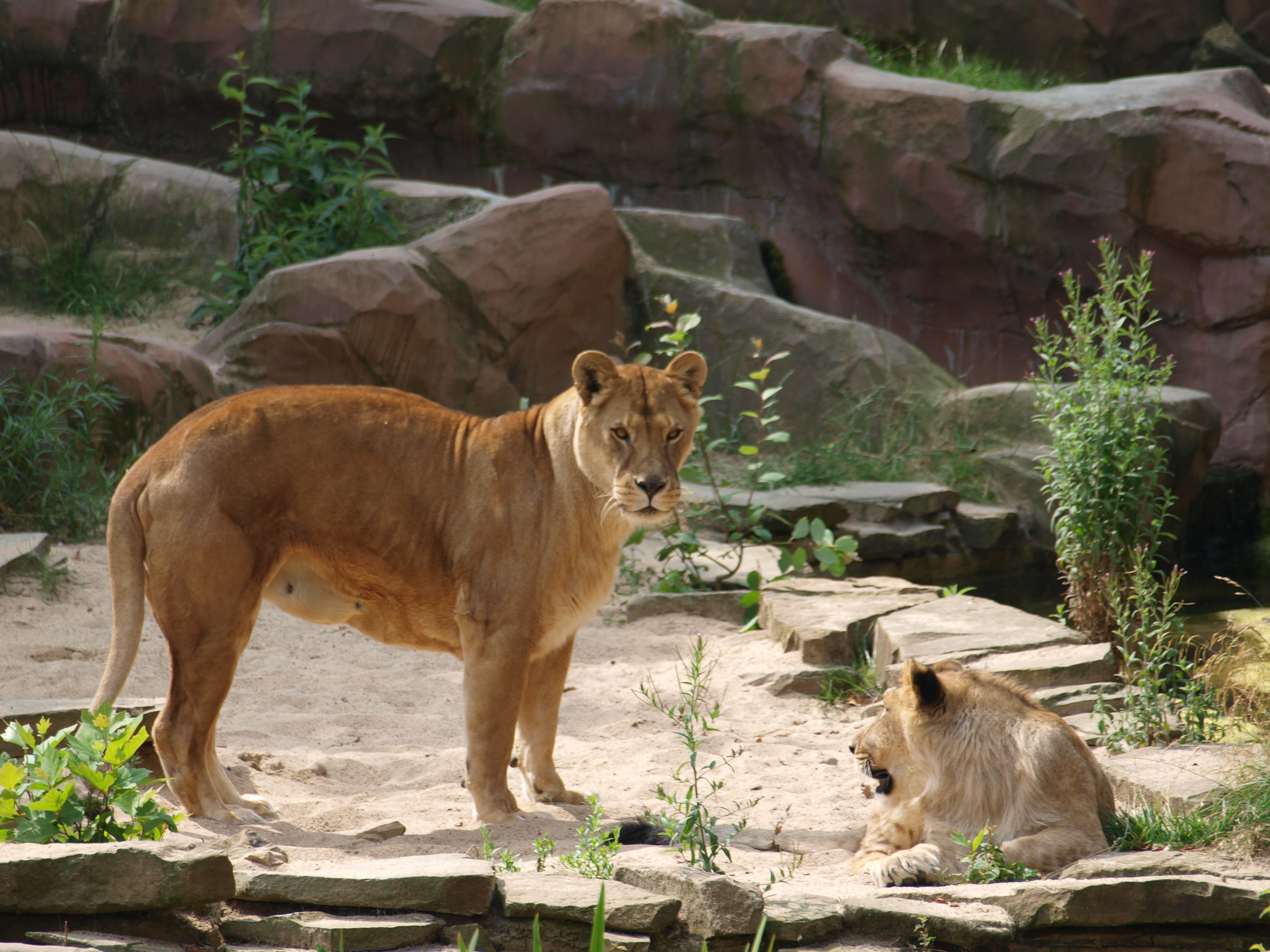
Lwy w zoo w Antwerpii
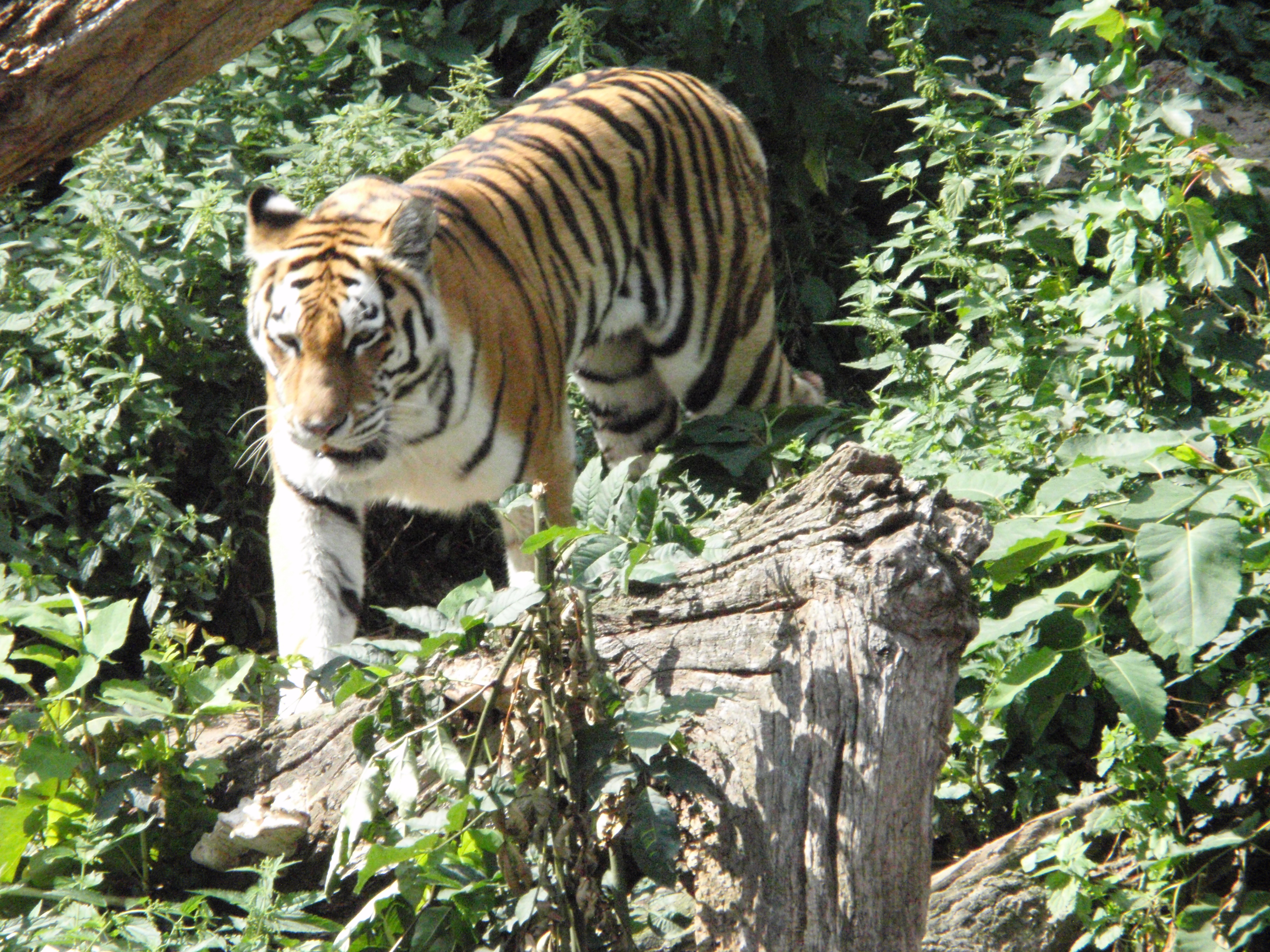
Tygrys w zoo w Antwerpii

## Działalność
Zoo w Antwerpii opiekuje się wieloma zwierzętami gatunków zagrożonych (m.in. okapi leśne, koń Przewalskiego, paw kongijski, szympans karłowaty, marmozeta lwia, wydra). Zoo zachęca do ochrony przyrody tworząc edukacyjne ekspozycje w różnych tematach naukowych i kulturalnych.

## Siostrzane ogrody zoologiczne
- Rezerwat naturalny De Zegge w Geel od 1952 (96 ha)
- Ogród zoologiczny Planckendael przy Mechelen od 1956 (40 ha)